# Taurin
Taurin (C2H7NO3S) er en organisk syre , som mennesker og dyr danner i galden. Taurin kan fremstilles syntetisk af opbygget af methionin, cystein og vitamin E. Navnet kommer fra latinsk taurus (tyr), fordi stoffet først blev opdaget i galden på en okse (Bos taurus). Stoffet findes i alle animalske næringsmidler.
Taurin er i den senere tid blevet en populær ingrediens i energidrikke, for eksempel Red Bull. Stoffet har imidlertid ingen dokumenterede præstationsfremmende effekter. Det er ukendt, hvorfor taurin inkluderes i energidrikke, men en teori er, at det kommer af ordets mandlige karakter (tauris = tyr), og at det derfor skulle have en psykologisk placeboeffekt. Taurin får hjertet til at slå hurtigere og var derfor ulovligt i Danmark indtil 2009, da det er farligt for hjertepatienter eller folk, som lider af forhøjet blodtryk. I forbindelse med legaliseringen af Taurin og den lovlige mængde af koffein i fødevarer blev hævet i 2009, blev Red Bull igen lovligt i Danmark.
Undersøgelser  viser, at Taurin kan have en nedsættende effekt på det diastoliske blodtryk og dermed har en gavnlig effekt som naturligt middel. Stoffet anses som værende på et eksperimenterende alternativt plan og er ikke fuldt udforsket.
Et forskningsprojekt fra 2023 synes at antyde, at taurin kan hæmme aldringsprocesser i mus og aber.